# Bernard Charles Rice
Pour les articles homonymes, voir Rice.
Bernard Charles Rice, né le 28 juin 1900 à Innsbruck et mort le 24 mai 1998, est un graveur, dessinateur et peintre autrichien.

## Biographie
Bernard Charles Rice naît le 28 juin 1900 à Innsbruck. Son père Bernard Rice est artiste verrier et sa mère, Marion Bateman est une artiste.
Il étudie la gravure sur bois, le dessin et la peinture dans une école d'art en Autriche, puis part à Londres à l'âge de 19 ans. Il y étudie à la Westminster School of Art de 1919 à 1921 puis à la Royal Academy Schools de 1921 à 1922 et au Royal College of Art de 1924 à 1925.
Il ne reste pas à Londres longtemps, partant en Yougoslavie en 1922, où il passe la plupart de son temps à voyager. Il vit ensuite dix ans au Caire, où il enseigne les techniques de gravure.
L'artiste expérimente fréquemment avec différents types de bois, s'inspirant de leurs formes et de leurs défauts naturels. Ses œuvres les plus connues sont de larges gravures sur bois représentant des paysages et des villages de Bosnie.
Bernard Charles Rice meurt en 1998.